# Campeonato Sudamericano de Clubes de Voleibol Masculino de 2015
El Campeonato Sudamericano de Clubes de Voleibol Masculino de 2015 fue la séptima edición del torneo de voleibol masculino más importante a nivel de clubes en Sudamérica. Participaron equipos que disputaron el torneo desde el 7 al 15 de febrero del 2015 en el Estadio Aldo Cantoni, de la ciudad de San Juan, Argentina.
El campeón fue el local UPCN Vóley Club quien tendría el derecho de disputar el Campeonato Mundial de Clubes de la FIVB durante el mismo año.

## Equipos participantes
| Grupo A       | Grupo B           |
| ------------- | ----------------- |
| UPCN San Juan | Sada Cruzeiro     |
| Lomas         | Taubaté/Funvic    |
| Club Linares  | Atlético Bohemios |
|               | San Martín        |

## Modo de disputa
El campeonato se juega en dos fases, la fase de grupos y las eliminatorias. En primera instancia, los equipos se dividen en dos grupos, A y B, donde los equipos se enfrentan los unos a los otros. Los dos mejores equipos de cada grupo avanzan a la segunda fase, de eliminatorias. 
Los equipos ubicados en las terceras posiciones de cada grupo se enfrentan para determinar el quinto puesto, mientras que los últimos de grupo se enfrentan por el séptimo puesto.
Los mejores cuatro equipos se enfrentan en la segunda fase, donde el primero de un grupo se enfrenta al segundo del otro. Los dos ganadores avanzan a la final mientras que los perdedores disputan el tercer puesto.

## Primera ronda

### Grupo A
| Pos. | Equipo        | Pts | PG | PP | SG | SP | PG  | PP  |
| ---- | ------------- | --- | -- | -- | -- | -- | --- | --- |
| 1.°  | UPCN San Juan | 6   | 2  | 0  | 6  | 0  | 155 | 104 |
| 2.°  | Lomas Vóley   | 3   | 1  | 1  | 3  | 3  | 123 | 131 |
| 3.°  | Club Linares  | 0   | 0  | 2  | 0  | 6  | 109 | 152 |

| Fecha         |               | Res   |              | Set 1 | Set 2 | Set 3 | Set 4 | Set 5 | Total |
| ------------- | ------------- | ----- | ------------ | ----- | ----- | ----- | ----- | ----- | ----- |
| 11 de febrero | UPCN San Juan | 3 — 0 | Club Linares | 25—11 | 27—25 | 25—20 |       |       | 77—56 |
| 12 de febrero | UPCN San Juan | 3 — 0 | Lomas Vóley  | 25—13 | 25—19 | 28—26 |       |       | 78—48 |
| 13 de febrero | Lomas Vóley   | 3 — 0 | Club Linares | 25—18 | 25—18 | 25—17 |       |       | 75—53 |

### Grupo B
| Pos. | Equipo            | Pts | PG | PP | SG | SP | PG  | PP  |
| ---- | ----------------- | --- | -- | -- | -- | -- | --- | --- |
| 1.°  | Sada Cruzeiro     | 9   | 3  | 0  | 9  | 0  | 225 | 123 |
| 2.°  | Taubaté           | 6   | 2  | 1  | 6  | 3  | 216 | 130 |
| 3.°  | Atlético Bohemios | 3   | 1  | 2  | 3  | 6  | 143 | 199 |
| 4.°  | San Martín        | 0   | 0  | 3  | 0  | 9  | 93  | 225 |

| Fecha         |               | Res   |               | Set 1 | Set 2 | Set 3 | Set 4 | Set 5 | Total |
| ------------- | ------------- | ----- | ------------- | ----- | ----- | ----- | ----- | ----- | ----- |
| 11 de febrero | Taubaté       | 3 — 0 | Bohemios      | 25—14 | 25—18 | 25—11 |       |       | 75—33 |
| 11 de febrero | Sada Cruzeiro | 3 — 0 | San Martín    | 25—5  | 25—14 | 25—8  |       |       | 75—22 |
| 12 de febrero | San Martín    | 0 — 3 | Bohemios      | 14—25 | 17—25 | 18—25 |       |       | 49—75 |
| 12 de febrero | Sada Cruzeiro | 3 — 0 | Taubaté       | 25—21 | 25—23 | 25—22 |       |       | 75—66 |
| 13 de febrero | Bohemios      | 0 — 3 | Sada Cruzeiro | 11—25 | 9—25  | 15—25 |       |       | 35—75 |
| 13 de febrero | Taubaté       | 3 — 0 | San Martín    | 25—5  | 25—6  | 25—11 |       |       | 75—22 |

## Ronda final
|  | Semifinales   | Semifinales   |   |         | Final         | Final         |  |
|  | 14 de febrero | 14 de febrero |   |         | 15 de febrero | 15 de febrero |  |
|  |               |               |   |         |               |               |  |
|  |               |               |   |         |               |               |  |
|  | UPCN San Juan | 3             |   |         |               |               |  |
|  | Taubaté       | 2             |   |         |               |               |  |
|  |               |               |   |         |               |               |  |
|  |               |               |   |         |               |               |  |
|  |               |               |   |         | UPCN San Juan | 3             |  |
|  |               | Sada Cruzeiro | 2 |         |               |               |  |
|  |               |               |   |         |               |               |  |
|  |               |               |   |         |               |               |  |
|  |               |               |   |         | Tercer lugar  |               |  |
|  |               |               |   |         |               |               |  |
|  | Sada Cruzeiro | 3             |   | Taubaté | 1             |               |  |
|  | Lomas Vóley   | 0             |   |         | Lomas Vóley   | 3             |  |

| Quinto lugar  |   |
| 14 de febrero |   |
| Club Linares  | 3 |
| Atl. Bohemios | 1 |

### Quinto lugar
| Fecha         |              | Res   |          | Set 1 | Set 2 | Set 3 | Set 4 | Set 5 | Total  |
| ------------- | ------------ | ----- | -------- | ----- | ----- | ----- | ----- | ----- | ------ |
| 14 de febrero | Club Linares | 3 — 1 | Bohemios | 34—32 | 25—19 | 22—25 | 25—13 |       | 106—89 |

### Semifinales
| Fecha         |               | Res   |             | Set 1 | Set 2 | Set 3 | Set 4 | Set 5 | Total   |
| ------------- | ------------- | ----- | ----------- | ----- | ----- | ----- | ----- | ----- | ------- |
| 14 de febrero | Sada Cruzeiro | 3 — 0 | Lomas Vóley | 25—17 | 25—15 | 25—18 |       |       | 75—50   |
| 14 de febrero | UPCN San Juan | 3 — 2 | Taubaté     | 13—25 | 29—27 | 25—23 | 22—25 | 15—10 | 104—110 |

### Tercer puesto
| Fecha         |         | Res   |             | Set 1 | Set 2 | Set 3 | Set 4 | Set 5 | Total |
| ------------- | ------- | ----- | ----------- | ----- | ----- | ----- | ----- | ----- | ----- |
| 15 de febrero | Taubaté | 1 — 3 | Lomas Vóley | 19—25 | 25—22 | 23—25 | 23—25 |       | 90—97 |

### Final
| Fecha         |               | Res   |               | Set 1 | Set 2 | Set 3 | Set 4 | Set 5 | Total   |
| ------------- | ------------- | ----- | ------------- | ----- | ----- | ----- | ----- | ----- | ------- |
| 15 de febrero | UPCN San Juan | 3 — 2 | Sada Cruzeiro | 25—21 | 25—18 | 17—25 | 21—25 | 16—14 | 104—103 |

## Posiciones finales
| Pos. | Equipo              |
| ---- | ------------------- |
|      | UPCN San Juan Vóley |
|      | Sada Cruzeiro       |
|      | Lomas Vóley         |
| 4.°  | Vôlei Taubaté       |
| 5.°  | Club Linares        |
| 6.°  | Atlético Bohemios   |
| 7.°  | San Martín Voley    |

|  | Clasificado al Campeonato Mundial de Clubes de la FIVB de 2015 |

| Campeón Sudamericano de Clubes |
| ------------------------------ |
| UPCN Vóley Segundo título      |